# Großvenediger
Großvenediger ( [ˈɡʀoːsveˌneːdɪɡɐ] ?) er et bjerg i Alperne i Østrig. Bjerget er delstaten Salzburgs højeste bjerg, og det er endvidere Østrigs fjerde højeste bjerg. Det ligger i bjergkæden Hohe Tauern på grænsen mellem delstaterne Salzburg og Tyrol (Østtyrol). Bjerget er 3.666 meter, og er det næsthøjeste bjerg i Hohe Tauern, kun overgået af Østrigs højeste bjerg Großglockner. Toppen af bjerget er dækket af gletsjeren Schlatenkees. 
Großvenediger består hovedsagelig af den såkaldte central-gnejs, der er en vigtig bestanddel af Tauern-bjergkæden. Den er opstået ved, at de Penniniske Napper, der er skabt af materiale ved kollisionen mellem Europa og den adriatiske plade, er blevet presset sammen af De Østalpine Dækker. Det høje tryk fra den overliggende stenmasse har skabt gnejsen. Netop i Tauern-kæden ses de Penniniske Napper i form af central-gnejsen stikke frem fra De Østalpine Dækker (de såkaldte Tauern-vinduer).
Den normale vandrerute til toppen går ad øst- og sydsiden, hvor bjerget ikke er så stejlt. Mod vest har bjerget en næsten 300 meter lodret side og mod nord gør bjergets struktur opstigningen stejl og svær.
I 1828 forsøgte en ekspedition på 17 mand, herunder også ærkehertug Johann, forgæves at nå toppen af bjerget. Først fyrre år efter den første bestigning af Großglockner nåede en gruppe under ledelse af Josef Schwab den 3. september 1841 toppen af Großvenediger. Udgangspunktet for bestigningen var i Neukirchen am Großvenediger. Vejen gik gennem Obersulzbachtal over Stierlahnerwand. Af de oprindelige 40 deltagere i ekspeditionen gennemførte kun 26, idet de øvrige måtte opgive på grund af udmattelse.